# Ірбенський радіотелескоп РТ-32
РТ-32 — радіотелескоп Вентспілського міжнародного радіоастрономічного центру, розташований в Ірбене, у Вентспілському повіті в Латвії. Це повністю рухома параболічна антена діаметром 32 метри, придатна для спостережень у сантиметровому діапазоні, і найбільший радіотелескоп у Північній Європі.

## Характеристики
Висота радіотелескопа становить 47 метрів, а вага металоконструкцій — 650 тонн.
Радіотелескоп може використовуватися як частина радіоінтерферометра спільно з радіотелескопами, розташованими в інших країнах.

## Історія
Параболічна антена побудована в 1960 році для потреб Міністерства оборони СРСР на базі П-400. Телескоп розмістили на секретному об'єкті «Звёздочка» (рос. зірочка) поблизу узбережжя Балтійського моря. Разом із ще двома меншими параболічними антенами він здійснював перехоплення зв'язку із супутників.
22 липня 1994 року офіційно підтверджено, що російська армія покинула секретний військовий розвідувальний комплекс «Звёздочка» в Ірбене, який називали центром космічного зв'язку. Уряд Латвії виступав за ліквідацію радянських військових радіоантен діаметрами 32 і 16 метрів, як у приблизно цей же час був знесений локатор Скрунда. Латвійські вчені Т. Міллерс, А. Балклавс і Я. Екманіс за дипломатичної допомоги Я. Страдіньша (як наукового радника тодішнього прем'єр-міністра Валдіса Біркавса) отримали дозвіл на передачу цього об'єкта Академії наук. На основі радіотелескопа створили Вентспілський міжнародний радіоастрономічний центр.
Російській академії наук спочатку також пропонувалося взяти участь у спільному управлінні радіотелескопом, але російське військове керівництво цього не дозволило.